# メント
メント（Mento）は、ジャマイカにおいて、スカやレゲエ以前にあったフォーク音楽の一形態である。
アコースティックギター、バンジョー、打楽器、ルンバボックスに加えて、手作りの竹のサックス、クラリネット、フルートなどによって演奏される。
メントの最盛期は1950年代である。レコード産業の黎明期当時は、「白人向けの」カリプソと同様に音楽がアメリカに輸出された。その後、1950年代後半にはジャマイカでスカが登場し、メントは影をひそめることになる。しかしメントとして歌われてきた楽曲は、スカやロックステディで再び歌われた。
メントはしばしば、トリニダード・トバゴのカリプソと混同される。これは、アメリカのレコード会社が、主にカリプソや「kalypso」（スペル違い）、時には「メント・カリプソ」などといういい加減なタイトルを付けて販売したために起こった。これは、カリプソのほうがメントよりも断然知名度があったという事情もある。
ハリー・ベラフォンテの「バナナ・ボート」は、カリプソとして売り出されたが、実際には原曲はメントである。1950年代の主要なレコーディングアーティストにはほかに、ルイーズ・ベネット、カウント・ラッシャー、カウント・オーウェン、ハロルド・リチャードソン、ロード・フリー、ロード・フライ、アーレス・ベダッセとカリプソ・セクステット、ローレル・エイトケン、デンジル・レイン、ロード・コンポーザー、ロード・レビー、ロード・パワー、ヒューバート・ポーターらがいた。
メントもカリプソも類似性があり、厳密なリズムの定義や楽器編成による区別ははっきりしない。カリプソは日本の浪曲のように歌う新聞（しんもん）読みの性質があったため、歌詞が長く、カリプソ・ウォーの伝統があるためテンポは比較的早い。一方メントは、カリプソと同様に貧困や社会問題への批評について歌われるが、穏やかなものが多い。性的なトピックもより控えめである。テンポはカリプソに比べるとゆったりとしている。